# Centraalstadion (Homel)
Het Centraalstadion (Wit-Russisch: Цэнтральны стадыён, Russisch: Центральный стадион) is een multifunctioneel stadion in Homel, een stad in Wit-Rusland.
Het stadion wordt vooral gebruikt voor voetbalwedstrijden, de voetbalclub FC Homel maakt gebruik van dit stadion. Ook het nationale elftal speelde hier eenmaal een interland, dat was op 13 oktober 2007, in een kwalificatiewedstrijd tegen Luxemburg voor het EK van 2008. In het stadion is plaats voor 14.307 toeschouwers.